# Musica Leggerissima
«Musica Leggerissima» (en español música ligerísima) es una canción publicada interpretada por el dúo italiano Colapesce Dimartino lanzada como sencillo para su segundo álbum de estudio I Mortali2 (2021) el 3 de marzo de 2021 a través de la discográfica 42 Records.
La canción fue candidata a ganar en el festival de San Remo de 2021 para representar a Italia ese mismo año en Eurovisión, quedando cuarta de los veintiséis candidatas.
A pesar de no haber ganado, se convirtió en un éxito en Italia, llegando a encabezar al lista FIMI en su tercera semana en la lista permaneciendo en el pico por siete semanas consecutivas y un total de 41 semanas en la lista. También consiguió colarse en la lista de éxitos de Suiza de en donde consiguió llegar hasta el puesto número treinta y cinco además de permanecer cuatro semanas en la lista. En Croacia la canción también tuvo repercusión llegando a entrar en su lista de éxitos posicionándose como mejor posición en la 88.
En las listas generales del mundo consiguió llegar al número 87 en la lista Billboard Global 200 Excl. US siendo por detrás de «Brividi» de Mahmood y Blanco la canción en Italiano que más alto ha llegado a posicionarse en listas internacionales.
La canción fue ganadora del premio "Lucio Dalla" de Prensa, Radio y Televisión en 2021.
A su vez fue traducida al español por Ana Mena quién sacó su versión de la canción en noviembre de ese mismo año, la cual se convirtió en un éxito consiguiendo llegar al número uno en la lista de radios españolas por un total de tres semanas no consecutivas sustituyendo a «Tacones rojos de Sebastián Yatra que llevaba diez semanas consecutivas en el pico de esa misma lista.

## Composición
La canción fue escrita por los mismos Colapesce y Dimartino inmediatamente justo después del lanzamiento de su primer álbum colaborativo I Mortali (2020). Su composición llevó mucho tiempo pues no les resultó fácil encontrar una melodía ligera y componer una letra con un significado profundo y combinarlos de una manera simple.
Para septiembre de 2020, el dúo entró al estudio y grabaron la primera demo de la canción, contando con la ayuda de os productores Federico Nardelli y Giordano Colombo. Después de que la canción fue elegida como una de las candidatas representantes para el Festival de la Canción de Sanremo en 2021 ellos la revisaron junto a Adele Nigro quien prestó su voz para los vocales y con el violinista Davide Rossi. Y siguiendo las recomendaciones por el directores artístico Amadeus, la estructura de la canción también fue cambiada, quitando una sección instrumental que la canción tenía. Finalmente la canción fue incluida en el segundo álbum colaborativo del dúo titulado I Mortali2 (2021).
Finalmente la canción no resultó ser la ganadora, quedando entre los cinco primeros quedando cuartos, sin embargo la canción obtuvo gran repercusión consiguiendo encabezar las listas italianas, entrar a las listas de otros países e incluso ser versionada por Ana Mena bajo el título «Música ligera».

## Vídeo musical
En el vídeo musical de la canción se puede apreciar al dúo de los cantantes cambiando de escena mientras permanecen el uno al lado del otro sin mirarse ni tocarse mientras canta, a lo largo que para el vídeo se van mostrando personas que van expresando emociones alegres y tristes al mismo tiempo que también violentas, se ven imágenes relacionadas con al religión y santos propios de la religión católica. El vídeo acaba con ellos en una pista de baila en la que se mueven con pasos simples neutrales simple. Fue grabado en el sudoeste de la isla italiana de Sicilia
El vídeo muestra una puesta en escena con referencia a los 70 por la manera y estilo de vestir además de imitar pasos típicos de la época mientras se pinchan discos de vinilo como mezcla y una bola de brillantes da ambiente a la sala. Este consiguió las 80 millones de visitas y la cifra de más de 400 mil me gusta en la plataforma de streaming Youtube para el 20 de abril de 2022. El vídeo contó con la producción y supervisión de Salvo "Zavvo" Nicolosi.

## Versión de Ana Mena
«Música ligera» es la versión de la cantante malagueña Ana Mena lanzada a través de la discográfica Epic Records el 26 de noviembre de 2021 de «Musica Leggerissima» el vídeo musical para promocionar la canción salió el mismo día.
Según Mena, ella decidió versionar la canción a pesar de tener un sonido diferente a los sonidos modernos pues ella lo tomó como tributo al estilo de música que emergió durante los 60s y que pusieron Italia y España en conexión gracias a cantantes como Raffaella Carrà, Massiel, Cecilia entre otros. Añadiendo que ellas abrieron el camino por el que los cantantes caminamos ahora.
La canción se convirtió en un éxito en España, llegó a debutar en el Promusicae Top 100 y llegar a la posición número once en su sexta semana en lista.
Sin embargo en donde sí resultó un éxito total fue en las listas de radios consiguiendo encabezar la lista española de éxitos en radio por tres semanas no consecutivas desbancando a «Tacones rojos» de Sebastián Yatra que llevaba una racha de diez semanas seguidas en la cima de la lista.
También alcanzó el número uno en la lista de la radio Los 40 España.

### Composición
La cantante malagueña Ana Mena hizo una versión de la canción en Español titulada «Música ligera» con las letras adaptadas por ella misma, José Luis de la Peña Mira, Bruno Nicolas y David Augustave.
Además de contar con la producción de Dabruk, Federico Nardelli y Giordano Colombo.
Visto a que es una versión Ana Mena acreditó a los originales creadores de esta.

### Vídeo musical
El vídeo cuenta con similitudes y referencias al vídeo musical original de la versión original de la canción «Musica Leggerissima» pues ambas cuentan con el mismo estilo de los años 1960 y 1970, ambas tienen ambientación en una pista con una bola brillante girando y Ana Mena va con un vestido parecido al que se le puede ver a una de las extras del vídeo original de la canción.
En él podemos ver como la cantante sufre de una tristeza debido al amor que tiene que esconder cuando se pone enfrente al público para interpretar la canción, también se ven escenas en las que la cantante se encuentra tirada en el suelo de la sala deprimida o bebiendo en contraste con otras en las que aparece riendo y feliz bailado en la pista de baile con otro en forma de dúo.
El vídeo resultó un éxito pues ha llegado a las 32 millones de visitas, a más de 100 mil me gusta y se encuentra actualmente en el top vídeos de empala en la plataforma de streaming YouTube.

## Posicionamiento en listas

### Listas semanales
| País    | Lista certificadora                          | Mejor posición | Ref.   |
| Mundo   | Mundo                                        | Mundo          | Mundo  |
| ------- | -------------------------------------------- | -------------- | ------ |
| Mundo   | Billboard Global 200 Excl. US                | 87             | [ 14 ] |
| Europa  |                                              |                |        |
| Croacia | HRT                                          | 88             | [ 15 ] |
| España  | PROMUSICAE versión de Ana Mena               | 11             | [ 16 ] |
| España  | PROMUSICAE Radios Top 50 versión de Ana Mena | 1              | [ 6 ]  |
| España  | Los40 España versión de Ana Mena             | 1              | [ 17 ] |
| Italia  | FIMI                                         | 1              | [ 18 ] |
| Suiza   | Schweizer Hitparade                          | 35             | [ 19 ] |

### Listas Anuales
| País   | Lista | Posición | Ref.   |
| ------ | ----- | -------- | ------ |
| Italia | FIMI  | 7        | [ 20 ] |

### Certificación
| País   | Certificadora | Certificación | Equivalencia | Ref.   |
| ------ | ------------- | ------------- | ------------ | ------ |
| Italia | FIMI          |               | 350.000      | [ 21 ] |
| España | Promusicae    |               | 180.000      | [ 22 ] |